# Elecciones generales de Bolivia de 2009
El domingo 6 de diciembre de 2009 se celebraron las elecciones generales en Bolivia, después de un referéndum constitucional celebrado el 25 de enero de ese mismo año. Los votantes debían elegir al Presidente, al Vicepresidente y a 130 diputados y 36 senadores para el período 2010-2015. Los cinco departamentos que aún no lo habían hecho votaron a favor de la autonomía departamental. Once de los municipios votaron a favor de la autonomía indígena, de los doce en los que se celebraron tales referendos. Una provincia votó para tener autonomía regional.
Evo Morales, del Movimiento al Socialismo, logró la reelección, asegurándose su continuidad en el cargo hasta 2014. En estos comicios también se eligieron los 130 diputados y 36 senadores que conformarán la Asamblea Plurinacional.
Los observadores internacionales enviados por la OEA y por la Unión Europea avalaron el proceso electoral y destacaron la "tranquilidad, participación masiva y legitimidad democrática" de los comicios.

## Campaña y encuestas
La primera de las disposiciones transitorias de la nueva constitución dice "II. Los mandatos anteriores a la vigencia de esta Constitución serán tomados en cuenta a los efectos del cómputo de los nuevos periodos de funciones", es decir que el mandato anterior de Evo Morales (2006-2010) sería considerado válido y, por lo tanto, el presidente estaría afectado por el límite de dos mandatos en la próxima elección. Posteriormente, en 2013, el Tribunal Constitucional autorizó la postulación de Morales.  "La justificación de esa autorización fue que anteriormente Morales fue presidente de “otro” Estado, ya que la nueva Constitución consagra uno diferente, el Estado Plurinacional Boliviano. Morales fue habilitado a postularse para su tercer período." 
Por primera vez se estipulaba también la opción de la segunda vuelta electoral en caso de que ninguno de los candidatos obtuviera mayoría absoluta en primera vuelta.
Las encuestas de opinión mostraban que Morales obtendría un triunfo aplastante, contando entonces su gestión con más de un 55% de aprobación, estando 18 puntos porcentuales por encima de Manfred Reyes Villa, el principal candidato opositor. Como la victoria de Morales era considerada un hecho, la prensa local informó que Villa ya había comprado un billete de avión hacia Estados Unidos tan solo para el día 7, un día después de la elección.

## Sistema electoral
El presidente es elegido por circunscripción nacional. En el caso de que ningún candidato presidencial alcance más del 50% de los votos válidamente emitidos; o un mínimo del 40%, con una diferencia del 10% frente a la segunda candidatura más votada se realizará una segunda vuelta electoral.
Para el Senado se elegirán 4 escaños por cada circunscripción departamental, sumando 36 en total. Se emplea el sistema proporcional.
Para la Cámara de Diputados se elegirán en 9 circunscripciones departamentales distribuidas en escaños uninominales, plurinominales y especiales. En cada departamento se asignan escaños plurinominales a través del sistema proporcional.
En cada circunscripción uninominal se elegirá por simple mayoría de sufragio, en caso de empate se realizará una segunda ronda. En los escaños especiales será por simple mayoría de votos válidos con segunda ronda en caso de empate.
| Circunscripción | Diputados    | Diputados      | Diputados | Diputados | Senadores |
| Circunscripción | Uninominales | Plurinominales | Especial  | Total     | Senadores |
| --------------- | ------------ | -------------- | --------- | --------- | --------- |
| La Paz          | 15           | 13             | 1         | 29        | 4         |
| Santa Cruz      | 13           | 11             | 1         | 28        | 4         |
| Cochabamba      | 10           | 8              | 1         | 19        | 4         |
| Potosí          | 8            | 6              | 0         | 13        | 4         |
| Chuquisaca      | 6            | 5              | 0         | 10        | 4         |
| Oruro           | 5            | 3              | 1         | 9         | 4         |
| Tarija          | 5            | 3              | 1         | 9         | 4         |
| Beni            | 5            | 3              | 1         | 8         | 4         |
| Pando           | 3            | 1              | 1         | 5         | 4         |
| Total           | 70           | 53             | 7         | 130       | 36        |

## Candidaturas
| Partido | Partido                                                   | Candidato a presidente de Bolivia | Candidato a presidente de Bolivia             | Candidato a vicepresidente de Bolivia | Candidato a vicepresidente de Bolivia      |
| ------- | --------------------------------------------------------- | --------------------------------- | --------------------------------------------- | ------------------------------------- | ------------------------------------------ |
|         | Movimiento al Socialismo (MAS-IPSP)                       | {{{descripción}}}                 | Evo Morales Ayma 50 años (1959)               |                                       | Álvaro García Linera 47 años (1962)        |
|         | Plan Progreso para Bolivia-Convergencia Nacional (PPB-CN) |                                   | Manfred Reyes Villa Bacigalupi 54 años (1955) | {{{descripción}}}                     | Leopoldo Fernández Ferreira 57 años (1952) |
|         | Consenso por la Unidad Nacional UN-CP                     |                                   | Samuel Doria Medina Auza 51 años (1958)       |                                       | Gabriel Helbing Arauz 52 años (1957)       |
|         | Alianza Social (AS)                                       |                                   | René Joaquino Cabrera 43 años (1966)          |                                       | Carlos Suárez Gonzáles 54 años (1955)      |
|         | Movimiento de Unidad Social Patriótica (MUSPA)            |                                   | Ana María Flores Sanzetanea 57 años (1952)    |                                       | Guillermo Nuñez Del Prado 43 años (1966)   |
|         | GENTE                                                     |                                   | Román Loayza Caero 61 años (1948)             |                                       | Porfirio Quispe Choque 37 años (1972)      |
|         | Pueblos por la Libertad y Soberanía (PULSO)               |                                   | Alejo Véliz Lazo 52 años (1957)               |                                       | Pablo Valdez Molina 45 años (1964)         |
|         | Bolivia Social Demócrata (BSD)                            |                                   | Rime Choquehuanca Aguilar 35 años (1974)      |                                       | Nora Castro Retamozo 54 años (1955)        |

## Resultados
La victoria de Evo Morales fue incluso mayor de lo afirmado por las encuestas, obteniendo su reelección con más del 64% de los votos. Por otro lado su partido, el Movimiento al Socialismo, consiguió una mayoría absoluta de dos tercios en las dos cámaras del Congreso, con 88 diputados y 26 senadores. La participación fue sumamente alta, con un 89.16% de los electores registrados presentando sufragio.
|                                      |                         |                             |                                                   |           |        |           |
| Candidato                            | Candidato               | Compañero de formula        | Partido                                           | Votos     | %      | Senadores |
|                                      | Evo Morales             | Álvaro García Linera        | Movimiento al Socialismo                          | 2 943 209 | 64,22  | 26        |
|                                      | Manfred Reyes Villa     | Leopoldo Fernández Ferreira | Plan Progreso para Bolivia- Convergencia Nacional | 1 212 795 | 26,46  | 10        |
|                                      | Samuel Doria Medina     | Gabriel Helbing             | Consenso por la Unidad Nacional (UN-CP)           | 258 971   | 5,65   |           |
|                                      | René Joaquino           | Carlos Suárez Gonzáles      | Alianza Social                                    | 106 027   | 2,31   |           |
|                                      | Ana María Flores        | Guillermo Nuñez             | Movimiento de Unidad Social Patriótica            | 23 257    | 0,51   |           |
|                                      | Román Loayza Caero      | Porfirio Mamani             | GENTE                                             | 15 627    | 0,34   |           |
|                                      | Alejo Véliz             | Pablo Valdez                | Pueblos por la Libertad y Soberanía               | 12 995    | 0,28   |           |
|                                      | Rime Choquehuanca       | Nora Castro                 | Bolivia Social Demócrata                          | 9905      | 0,22   |           |
| Votos válidos                        | Votos válidos           | Votos válidos               | Votos válidos                                     | 4 582 786 | 89,16  |           |
| Votos en blanco                      | Votos en blanco         | Votos en blanco             | Votos en blanco                                   | 156 290   | 3,21   |           |
| Votos nulos                          | Votos nulos             | Votos nulos                 | Votos nulos                                       | 120 364   | 2,48   |           |
| Total de votos emitidos              | Total de votos emitidos | Total de votos emitidos     | Total de votos emitidos                           | 4 859 440 | 94,54  | 36        |
| Inscritos                            | Inscritos               | Inscritos                   | Inscritos                                         | 5 139 554 | 100,00 |           |
| Abstención                           | Abstención              | Abstención                  | Abstención                                        | 280 114   | 5,46   |           |
| Fuente: Comisión Nacional Electoral. |                         |                             |                                                   |           |        |           |

### Resultados por departamento[10]
| Departamento o País | Morales-Linera MAS-IPSP | Morales-Linera MAS-IPSP | Reyes-Fernández PPB-CN | Reyes-Fernández PPB-CN | Doria-Helbing UN-CP | Doria-Helbing UN-CP | Joaquino-Suárez AS | Joaquino-Suárez AS | Flores-Nuñez MUSPA | Flores-Nuñez MUSPA | Véliz-Valdez PULSO | Véliz-Valdez PULSO | Loayza-Mamani GENTE | Loayza-Mamani GENTE | Choquehuanca-Castro BSD | Choquehuanca-Castro BSD | Total de votos | Total de votos | Total de votos | Total de votos | Total de votos |
| Departamento o País | Votos                   | %                       | Votos                  | %                      | Votos               | %                   | Votos              | %                  | Votos              | %                  | Votos              | %                  | Votos               | %                   | Votos                   | %                       | Válidos        | Blancos        | Nulos          | Emitidos       | Inscritos      |
| ------------------- | ----------------------- | ----------------------- | ---------------------- | ---------------------- | ------------------- | ------------------- | ------------------ | ------------------ | ------------------ | ------------------ | ------------------ | ------------------ | ------------------- | ------------------- | ----------------------- | ----------------------- | -------------- | -------------- | -------------- | -------------- | -------------- |
| Chuquisaca          | 127.995                 | 56,05                   | 76.722                 | 33,60                  | 12.998              | 5,69                | 5.885              | 2,58               | 1.660              | 0,73               | 1.150              | 0,50               | 1.202               | 0,53                | 748                     | 0,33                    | 228.360        | 18.826         | 6.806          | 253.992        | 267.701        |
| La Paz              | 1.099.259               | 80,28                   | 119.248                | 8,71                   | 110.292             | 8,05                | 21.185             | 1,55               | 7.247              | 0,53               | 3.248              | 0,24               | 5.810               | 0,42                | 3.017                   | 0,22                    | 1.369.306      | 32.339         | 28.667         | 1.430.312      | 1.481.037      |
| Cochabamba          | 569.237                 | 68,82                   | 203.041                | 24,55                  | 34.804              | 4,21                | 9.469              | 1,14               | 3.074              | 0,37               | 3.725              | 0,45               | 2.617               | 0,32                | 1.189                   | 0,14                    | 827.156        | 31.721         | 24.481         | 883.358        | 922.618        |
| Oruro               | 178.363                 | 79,46                   | 20.170                 | 8,99                   | 13.870              | 6,18                | 8.431              | 3,76               | 1.603              | 0,71               | 666                | 0,30               | 908                 | 0,40                | 450                     | 0,20                    | 224.461        | 7.585          | 5.841          | 237.887        | 249.780        |
| Potosí              | 243.855                 | 78,32                   | 13.238                 | 4,25                   | 7.375               | 2,37                | 41.767             | 13,42              | 1.678              | 0,54               | 945                | 0,30               | 1.504               | 0,48                | 983                     | 0,32                    | 311.345        | 21.942         | 10.382         | 343.669        | 361.895        |
| Tarija              | 114.577                 | 51,09                   | 85.840                 | 38,28                  | 16.513              | 7,36                | 3.847              | 1,72               | 1.373              | 0,61               | 599                | 0,27               | 861                 | 0,38                | 636                     | 0,28                    | 224.246        | 11.855         | 7.649          | 243.750        | 260.598        |
| Santa Cruz          | 441.705                 | 40,91                   | 567.974                | 52,60                  | 46.451              | 4,30                | 13.025             | 1,21               | 4.670              | 0,43               | 1.955              | 0,18               | 1.963               | 0,18                | 1.988                   | 0,18                    | 1.079.731      | 24.517         | 27.531         | 1.131.779      | 1.202.432      |
| Beni                | 60.671                  | 37,66                   | 85.631                 | 53,15                  | 11.897              | 7,38                | 1.062              | 0,66               | 462                | 0,29               | 312                | 0,19               | 458                 | 0,28                | 619                     | 0,38                    | 161.112        | 5.524          | 4.681          | 171.317        | 183.485        |
| Pando               | 16.334                  | 44,51                   | 18.739                 | 51,07                  | 1.099               | 3,00                | 281                | 0,77               | 62                 | 0,17               | 35                 | 0,10               | 65                  | 0,18                | 79                      | 0,22                    | 36.694         | 780            | 801            | 38.275         | 40.912         |

### Cámara de Diputados
|  | 63.91 % |

|  | 57.30 % |

|  | 26.46 % |

|  | 26.90 % |

|  | 5.72 % |

|  | 7.29 % |

|  | 2.35 % |

|  | 3.92 % |

|  | 1.56 % |

|  | 4.59 % |

|  | 93.24 % |

|  | 76.50 % |

|  | 3.21 % |

|  | 21.27 % |

|  | 2.48 % |

|  | 2.23 % |

|  | 100.00 % |

|  | 100.00 % |

|  | 95.67 % |

|  | 94.52 % |